# JóiPé og Króli
 (août 2023).
JóiPé og Króli, aussi stylisé JóiPé & Króli, est un groupe islandais de hip-hop. Il est ccomposé de Jóhannes Damian Patreksson (JóiPé, né en 2000) et de Kristinn Óli Haraldsson (Króli, né en 1999). Ils font d'abord connaître par leur chanson à succès de l'été 2017 B.O.B.A.. Ils sont nommés dans la catégorie d'album le plus vendu en Islande en 2018, et remportent les Icelandic Music Awards 2018 pour l'album hip-hop de l'année et la chanson de hip-hop de l'année.

## Histoire
JóiPé et Króli commencent leur collaboration début 2017 alors qu'ils étaient tous deux au collège. JóiPé est originaire de Garðabær, et Króli de Hafnarfjörður,. JóiPé est le fils du handballeur Patrekur Jóhannesson, et le neveu du président de l'Islande Guðni Th. Jóhannesson.
Le duo se fait d'abord connaître par sa chanson à succès de l'été 2017 B.O.B.A.,,. Elle est arrivée en tête des classements musicaux islandais et est considérée comme l'une des chansons islandaises les plus populaires de tous les temps. Il s'agit d'une chanson hip-hop légère et pleine d'esprit faisant référence à la Hyundai i30 et à Ronda Rousey,,. Le nom de la chanson fait référence à une erreur bien connue de Bubbi Morthens en 2002 lorsqu'il a mal épelé bomba en commentant en direct un match de boxe,. La chanson est produite par Þormóður Eiríksson d'Ísafjörður.
Les albums suivants deviendront également populaires en Islande. JóiPé se distingue par sa voix de baryton qui contraste avec le ténor de Króli. La chanson Í átt að tunglinu remporte les Icelandic Music Awards 2018 en tant que chanson hip-hop de l'année. Ils interprètent la dernière chanson de l'Áramótaskaupið 2018.

## Discographie
- 2017 : Ananas[3]
- 2017 : GerviGlingur (2017)[3]
- 2018 : Afsakið hlé (compilation[4] qui a remporté les Icelandic Music Awards dans la catégorie d'album hip-hop de l'année[5])
- 2018 : 22:40-08:16[8]
- 2020 : Í miðjum kjarnorkuvetri[14]